# 봉브제지노군

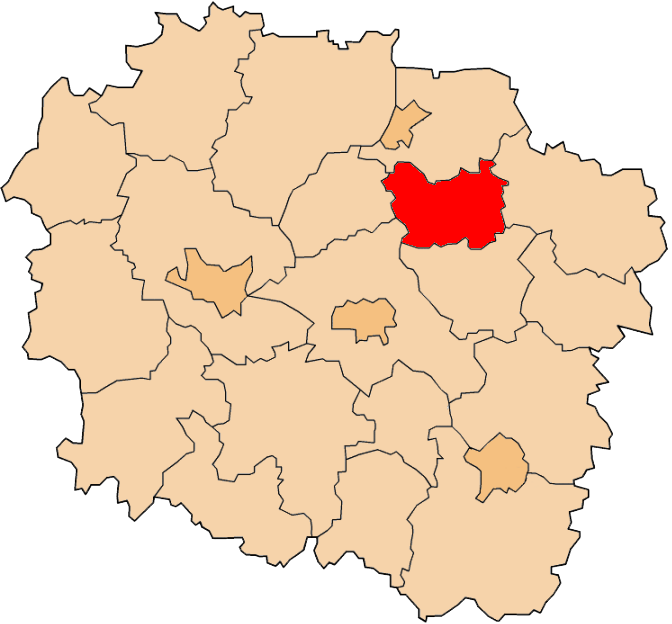
쿠야비포모제주 지도에 표시된 봉브제지노군의 위치

봉브제지노군(폴란드어: powiat wąbrzeski)은 폴란드 쿠야비포모제주에 위치한 군으로 군청 소재지는 봉브제지노이며 면적은 501.31km2, 인구는 34,297명(2019년 기준)이다.
북쪽으로는 그루지옹츠군, 동쪽으로는 브로드니차군, 남쪽으로는 골루프도브진군, 남서쪽으로는 토룬군, 서쪽으로는 헤움노군과 접한다. 5개 지방 자치체(1개 도시, 4개 농촌)를 관할한다.

군기
군 문장